# 柳川みあ
柳川 みあ（やながわ みあ、2001年〈平成13年〉2月11日 - ）は、日本のアイドルグループ「ポラリスマイル」のメンバー、グラビアアイドル。千葉県出身。血液型O型。女性アイドルグループ・SWEET STEADYの元メンバー。

## 略歴
- 2017年7月2日、アイドルグループ「全力少女R」候補生としてデビュー。同年のTIFに出演した[5]。
- 2019年1月1日、他の全力少女R候補生と共に「全力少女(R)」として再デビュー。
- 2019年2月14日、所属グループ・全力少女(R)が「Glitter Piece」と改名。
- 2019年4月26日、ファーストイメージDVD『HR -日直 柳川みあ-』をエスデジタルより発売[6]。
- 2020年9月13日、第11回『ミスヤングチャンピオン2020』を予選1位で通過しグランプリを受賞[7][8][9]。ミスヤングチャンピオン史上初となる、“21世紀生まれのグランプリ受賞者”となった。
- 2021年4月4日、所属グループ・Glitter Pieceが解散し、メンバーとしての活動を終了。
- 2021年7月25日、アイドルグループ「てぃあむ」のリーダーとしての活動を開始。
- 2023年5月14日、所属グループ・てぃあむを卒業。
- 2023年5月14日、約6年間所属したシャイニングウィルを退所。
- 2023年11月21日、アソビシステムに所属したことを発表。
- 2024年1月23日、アイドルグループ「SWEET STEADY」のメンバーとして活動することを発表[10]。
- 2024年3月4日、SWEET STEADYのメンバーとしてステージデビュー[11]。
- 2024年7月13日、SWEET STEADYを同日付で脱退[4][12]。

## 人物
- デビュー以前からハロー!プロジェクトのヲタクであったと公言しており、カバーライブなどにも出演している[13]。
- メディアの取材で筋肉自慢をすることが多い[14][15]。

## 作品

### DVD
- HR -日直 柳川みあ-（2019年4月26日、エスデジタル）[6]
- Last Teen（2021年7月23日、シャイニングウィル）[16]

## 出演

### テレビ
- 爆報! THE フライデー（2018年4月6日、TBS）[17]

### ラジオ
- 全力少女Rの愉快で不思議な少女達でR（FM FUJI）

### 舞台
- 犀の穴プロデュース「ONE DAY[18]」（2017年12月20日 - 24日、十条・犀の穴） - 主演・ティコ 役[19]
- 爆走おとな小学生「スペシャルな恋もベタにオンリー[20]」（2018年2月20日 - 25日、コフレリオ新宿シアター） - 清美 役
- H&Aプロジェクト「メレンゲの夜」（2018年6月2日・3日、CHARA de 阿佐ヶ谷）
- H&Aプロジェクト「ストロベリージャム」（2018年9月22日・23日、CHARA de 阿佐ヶ谷）